# Отношения между България и Япония
Българо-японските връзки неофициално могат да бъдат проследени до втората половина на XIX в., официалните са от 1910 г., дипломатически отношения са установени през 1940 г., а след известно прекъсване са възстановени през 1960 г.

## Неофициални връзки до 1910 г.
Сейго Ямадзава участва в Руско-турската война (1877 – 1878) като представител на японския император в Действуващата Руска армия на Балканския полуостров и военен кореспондент. По свое желание е назначен за командир на взвод в руска военна част от състава на Западния отряд. Проявява се при третата атака на Плевен. Награден е с орден „Свети Владимир“ IV ст. с мечове и бант и с румънски отличия.

## Дипломатически отношения след 1940 г.
Япония и Царство България участват на страната на Нацистка Германия по време на Втората световна война.